# Julia Günthel
 Der er for få eller ingen kildehenvisninger i denne artikel, hvilket er et problem. Du kan hjælpe ved at angive troværdige kilder til de påstande, som fremføres i artiklen.

Julia Günthel alias Zlata (født 20. oktober 1984 i Kysylorda i Sovjetunionen (i det nuværende Kasakhstan) som Julia Akmaletdinova) er en russisk skuespillerinde og en af de mest fleksible kvinder i verden ("slangekvinde"). Som 16 årig flyttede hun til Tyskland, hvor hun slog sig ned i Leipzig.
Hun har som skuespiller medvirket i et par film, hvor hun viser sine evner til at indtage vanskelige kropsstillinger, ligesom har har medvirket i en række tv-shows i Tyskland og Rumænien. Hun er optaget i Guinness Book of World Records for at kunne åbne otte øl med fødderne (mens hun hviler på armene!) på ét minut.
 Hun har desuden tidligere haft flere andre rekorder.